# ويليام باترسون الكسندر
ويليام باترسون الكسندر (بالإنجليزية: William Patterson Alexander)‏ هو مبشر أمريكي، ولد في 25 يوليو 1805 في باريس في الولايات المتحدة، وتوفي في 13 أغسطس 1884 في أوكلاند في الولايات المتحدة.